# Castellanos de Zapardiel
Castellanos de Zapardiel település Spanyolországban, Ávila tartományban.  Lakosainak száma 113 fő (2024).

## Népesség
A település népessége az utóbbi években az alábbiak szerint változott:
| Lakosok száma | 148  | 135  | 131  | 109  | 102  | 98   | 97   | 97   | 94   | 113  |
|               | 2001 | 2004 | 2006 | 2009 | 2011 | 2014 | 2016 | 2019 | 2021 | 2024 |